# 被离
被离（?—?），中国春秋时期吴国大夫。 
被离是吴王僚的太卜。公子光为了刺杀吴王僚，曾经住在被离家，以学占卜为名掩盖。公子光即位为吴王阖闾后，伍子胥向吴王推荐也是从楚国流亡来的伯嚭，以为同是被楚国迫害，同病相怜。被离说伯嚭为人贪婪擅专，劝伍子胥不要委以重任。伍子胥不听，吴王启用伯嚭。到吴王夫差时，伍子胥终于被伯嚭陷害致死。